# Highbury & Islington (métro de Londres)
Highbury & Islington (en anglais : Highbury & Islington Underground Station), est une station, de la Victoria line, en zone Travelcard 2. Elle est située sur la Holloway Road, à Highbury & Islington, dans le borough londonien d'Islington.
Elle est en correspondance avec la gare de Highbury & Islington, terminus nord de East London line du réseau London Overground située en surface.

## Histoire
La station, du côté opposé de Holloway Road, a été ouverte le 28 juin 1904 sur la ligne de métro de la Great Northern & City Railway (GN & CR), entre les stations Finsbury Park  et Moorgate. Cette ligne et ces gares ont été exploitées par le chemin de fer métropolitain et ses successeurs de 1913 à 1975, lorsque la ligne, appelée la Northern City Line, a été transférée à British Rail. La ligne est maintenant exploitée par Great Northern. La station NLR a été endommagée par un V-1 le 27 juin 1944 ; son bâtiment principal est cependant resté utilisé jusqu'à sa démolition dans les années 1960, lors de la construction de la Victoria line. Les bâtiments originels de la plate-forme vers l'ouest existent encore, tout comme une petite partie de l'entrée originale, à gauche de l'entrée actuelle de la gare.
La structure d'aujourd'hui a été construite dans les années 1960 pour l'ouverture de la Victoria line le 1er septembre 1968 ; elle constitue l'entrée pour toutes les lignes. Lorsque les escaliers mécaniques sur les plates-formes de niveau profond ont été ouverts, le bâtiment de la station GN & CR a été fermé. Son entrée désaffectée a été rénovée extérieurement en 2006 - elle abrite depuis des équipements de signalisation de la Victoria line.
La Victoria line a été construite pour avoir le plus de correspondances possibles avec les lignes souterraines et celles de British Rail, avec, dans la mesure du possible, une connexion entre les quais des différentes lignes se dirigeant dans la même direction. À cette fin, à Highbury & Islington, le quai de la Northern City Line en direction du nord a été réaffecté à la branche sud de la Victoria line pour relier directement les deux quais en direction du sud ; un nouveau quai en direction du nord a été construit pour chaque ligne ; le tunnel NCL en direction nord a été détourné vers son nouveau quai et le tunnel sud de la Victoria line a été relié à l'ancien tunnel nord de la NCL.
De 2000 à 2002, l'ancienne compagnie Anglia Railways (en) a exploité des services connus sous le nom de London Crosslink de Norwich à Basingstoke via Stratford , appelé chez[pas clair] Highbury & Islington.

## À proximité
- Highbury Fields, le plus grand espace vert du borough d'Islington,
- Upper Street, l'artère commerciale d'Islington,
- Emirates Stadium, le stade de l'équipe d'Arsenal FC.